# Біспінген
Біспінген (нім. Bispingen) — сільська громада в Німеччині, розташована в землі Нижня Саксонія. Входить до складу району Гайдекрайс.
Площа — 128,55 км2. Населення становить 6410 ос. (станом на 31 грудня 2021).

## Географії

### Сусідні міста та громади
Біспінген межує з 7 містами / громадами:
- Шнефердінген
- Ундело
- Егесторф
- Зодерсторф
- Релінген
- Мунстер
- Зольтау

## Галерея

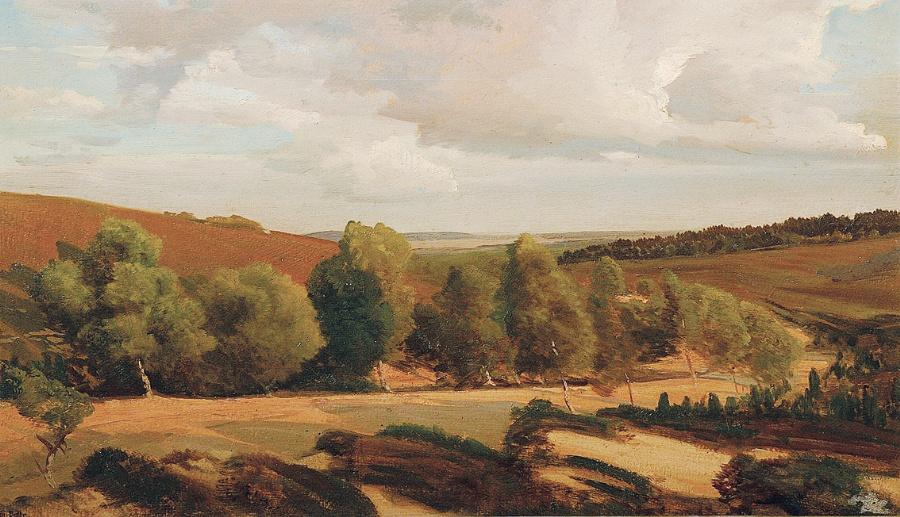
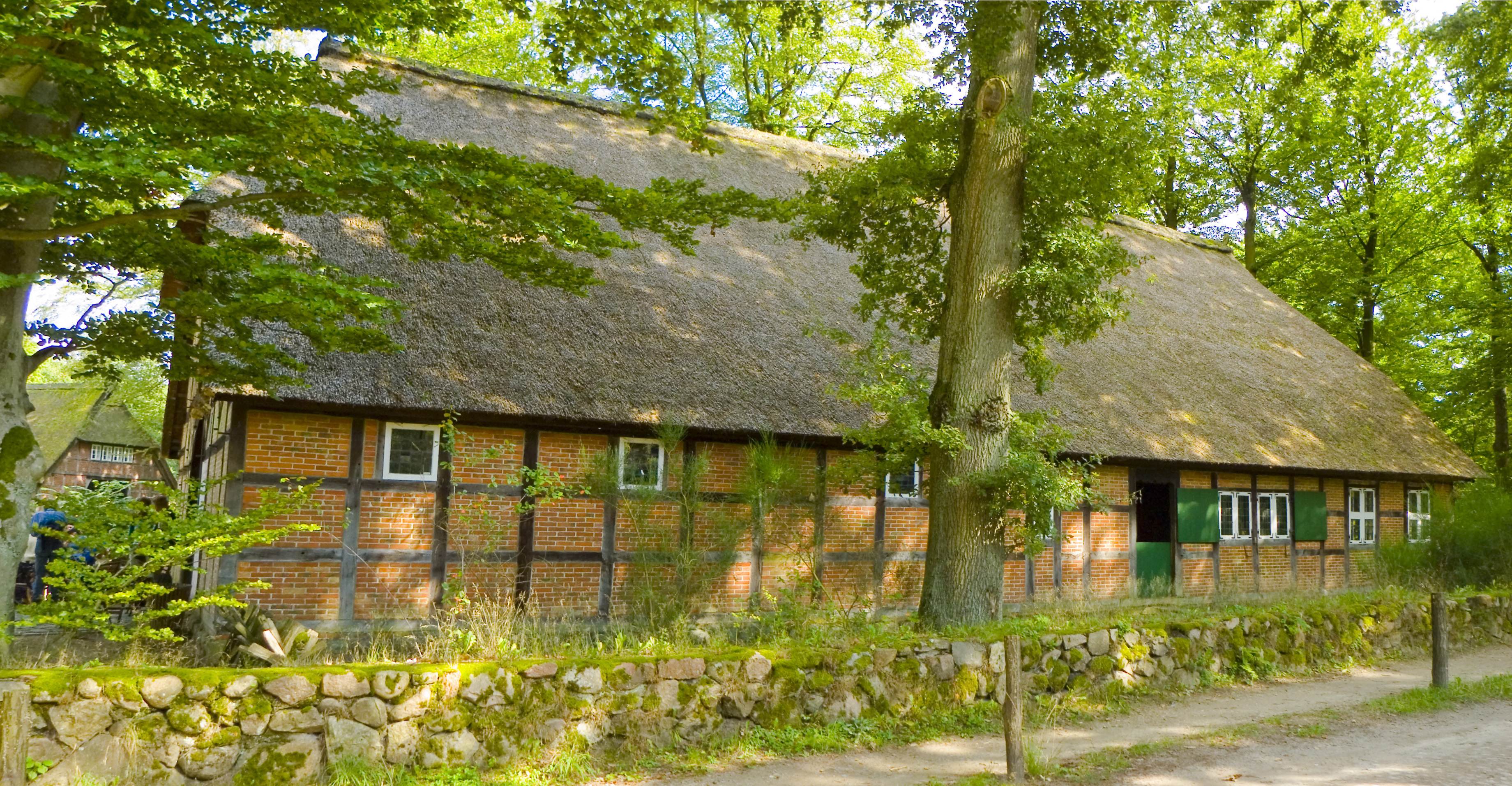
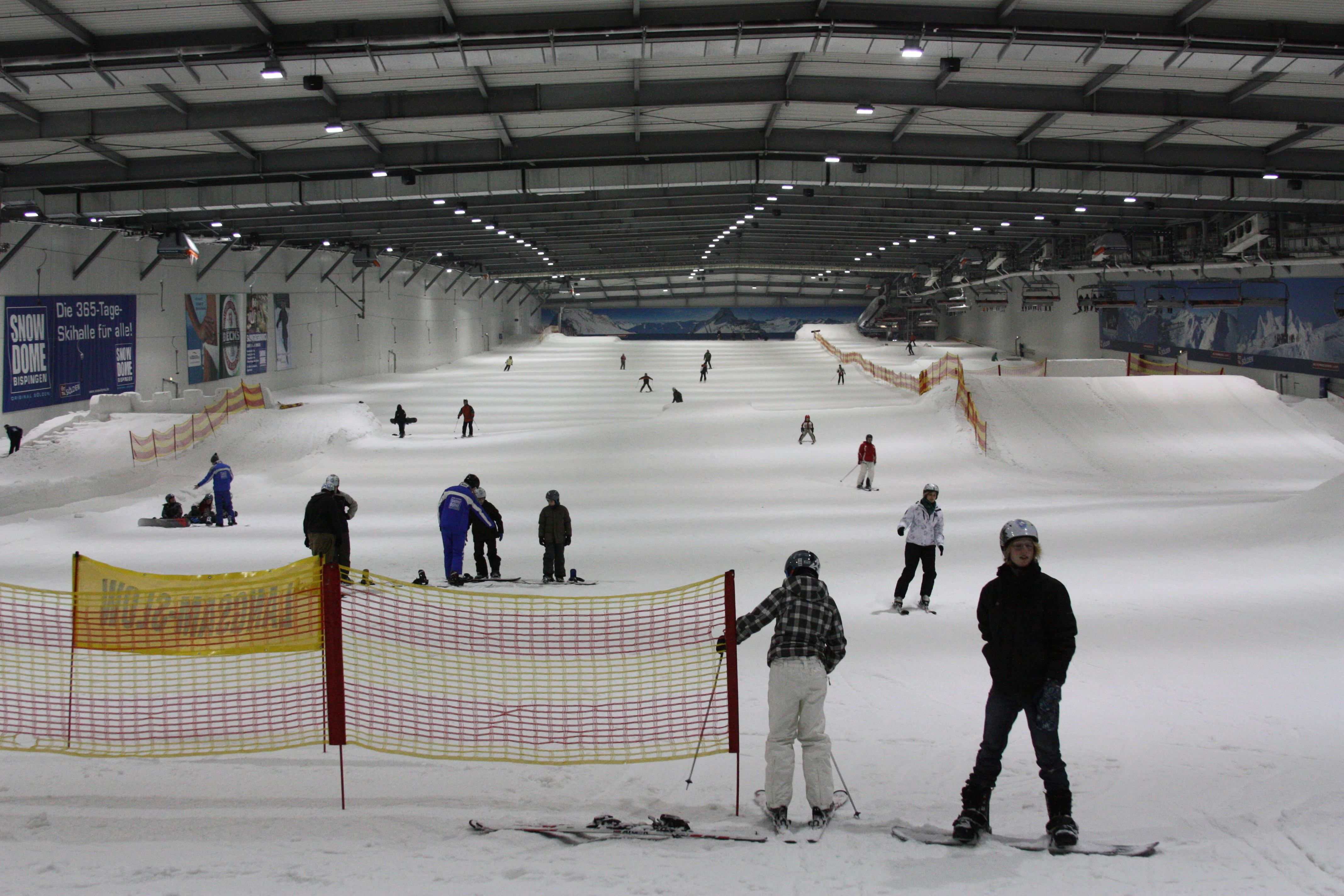

### Адміністративний поділ
Громада  складається з 9 районів:
- Біспінген
- Гютцель
- Штайнбек-ан-дер-Луе
- Берінген
- Фольквардінген
- Герпель
- Борстель
- Гафербек
- Вільзеде